# Incident na mostě Marca Pola
Incident na mostě Marca Pola bylo střetnutí mezi nacionalistickou revoluční armádou Čínské republiky a japonskou císařskou armádou od 7. do 9. července 1937 na starobylém kamenném mostě Lu-kou (čínsky v českém přepisu Lu-kou-čchiao, pchin-jinem Lúgōu Qiáo, znaky zjednodušené 卢沟桥, tradiční 盧溝橋) – známém spíše pod názvem „most Marca Pola“ – přes řeku Jung-ting-che. Most tehdy ležel za hradbami Pekingu, v současnosti je blízko středu města.
Incident, původně vypuknuvší kvůli malicherné zámince, se stal rozbuškou krvavé, osm let trvající druhé čínsko-japonské války (1937–1945), která je někdy považována za součást druhé světové války.
U japonských jmen je rodné jméno uváděno na prvním místě a rodové jméno na druhém

## Pojmenování
Most Lu-kou pochází ze 12. století, na Západě je znám jako most Marca Pola, neboť tento slavný cestovatel jej viděl během svých cest po Číně a popsal jej ve svém hojně rozšířeném cestopise Milion. Asijské národy však toto pojmenování nepoužívají.
Událost je tak známa pod různými jmény:
- na Západě:
  - Incident na mostě Marca Pola (Marco Polo Bridge Incident)
  - Bitva o most Lu-kou (Battle of Lugou Bridge)
- v Číně:
  - Incident 7. července (TZ 七七事變, ZZ 七七事变 Qīqī Shìbiàn, český přepis Čchi-čchi š’-pien)
  - Incident na mostě Lu-kou (TZ 盧溝橋事變, ZZ 卢沟桥事变, Lúgōuqiáo Shìbiàn, Lu-kou-čchiao š'-pien)
  - Incident na mostě Lu-kou 7. 7. (TZ 七七盧溝橋事變, ZZ 七七卢沟桥事变, Qīqī Lúgōuqiáo Shìbiàn, Čchi-čchi Lu-kou-čchiao š’-pien)
- v Japonsku:
  - Incident na mostě Rokó (盧溝橋事件, Rokókjó Džiken)

## Pozadí události

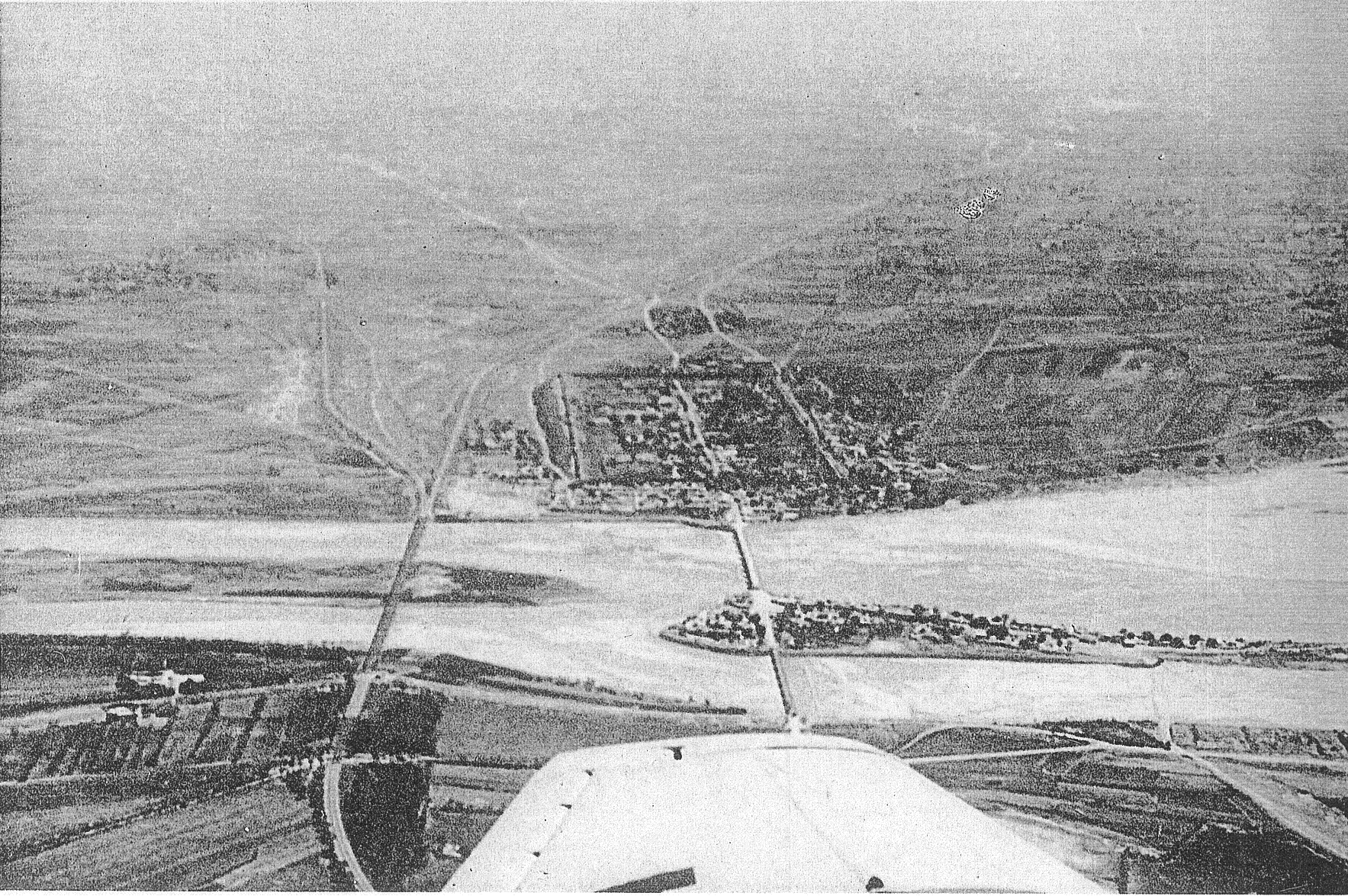
Letecký pohled na most Marca Pola (most napravo) s pevností Wanpching na východním (vzdálenějším) břehu, 1937

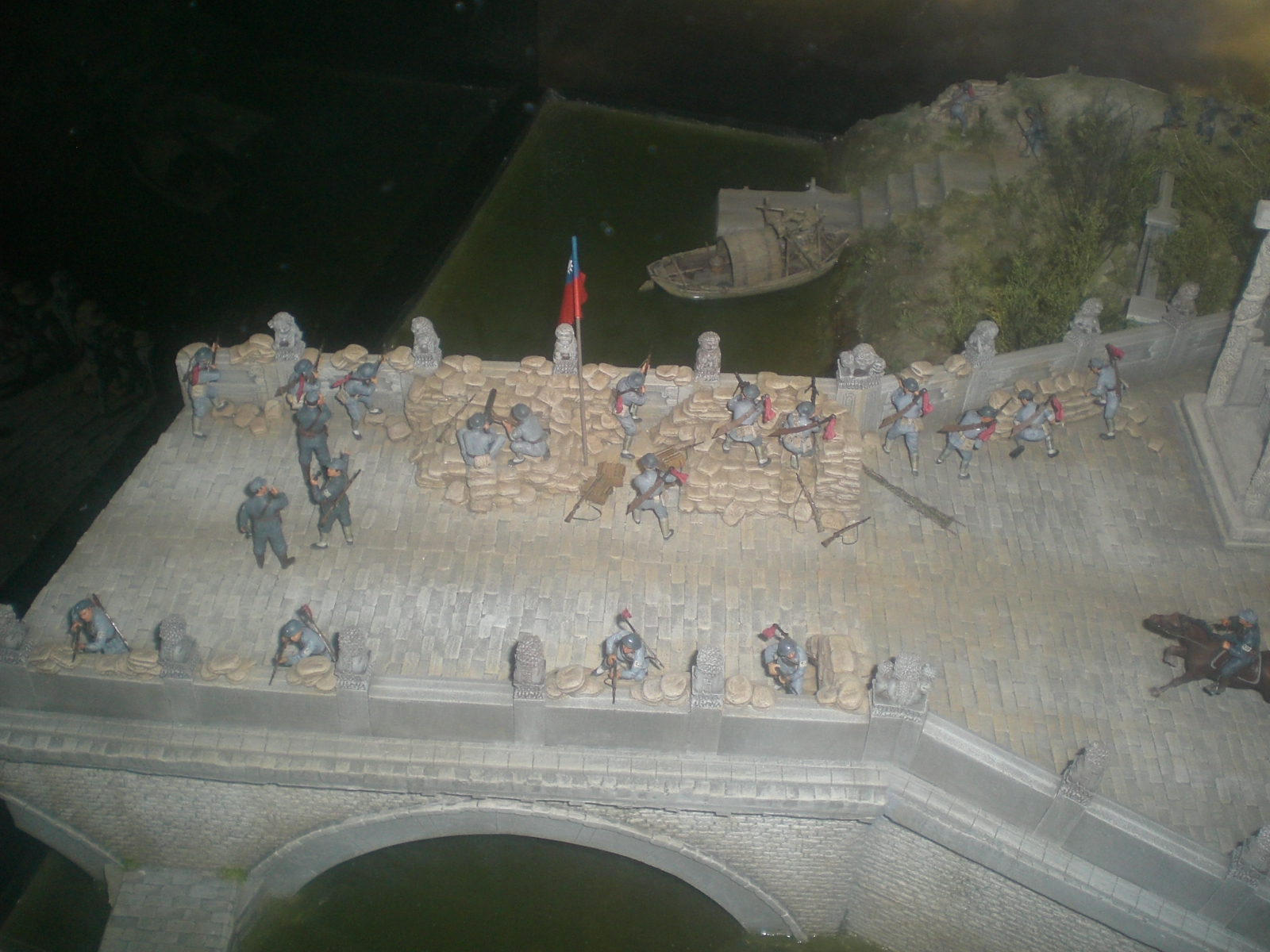
Diorama čínských pozic na východním konci mostu Lu-kou

Japonská invaze do Manžduska v roce 1931, následné vytvoření loutkového státu Mandžukuo a dosazení Pchu I, posledního panovníka dynastie Čching, na mandžuský trůn rozdmýchalo napětí mezi Japonským císařstvím a Čínskou republikou. V roce 1931 bylo dohodnuto příměří, přestože vládnoucí čínští nacionalisté (Kuomintang) odmítli uznat Mandžukuo. Koncem roku 1932 ale japonská armáda vtrhla do provincie Džehol a následující rok byla tato oblast připojena k Mandžukuu. Podepsáním smlouvy Che–Umezu dne 9. června 1935 byla Čínská republika přinucena uznat „neutralitu“ východních provincií Che-pej a Čachar, přestože tyto oblasti byly prakticky pod japonskou okupací. Později téhož roku Japonsko oficiálně založilo loutkovou Autonomní vládu východního Che-peje a z okupovaných „neutrálních“ území vytvořilo další loutkový stát a hraniční pásmo. Počátkem roku 1937 byla všechna území na sever, východ a západ od Pekingu kontrolována Japonci.
Státy, které měly v Pekingu svá diplomatická zastoupení (vyslanectví resp. velvyslanectví), měly podle podmínek tzv. Boxerského protokolu ze 7. září 1901 právo požadovat na Číně zřízení až dvanácti ochranných stanovišť na železniční trati spojující Peking s Tchien-ťinem. Účelem tohoto opatření bylo zajistit spojení Pekingu s tímto přístavním městem. Podle dodatku z 15. července 1902 měly tyto státy právo pořádat vojenské manévry bez nutnosti upozorňovat čínskou stranu. Počátkem července 1937 mělo Japonsko v oblasti 7-15 000 vojáků, kteří byli rozmístěni převážně kolem železnice. Tato síla byla mnohem větší, než jakou silou v oblasti disponovaly evropské mocnosti, a zdaleka překračovala počet vojáků nutných k zajištění privilegií plynoucích z Boxerského protokolu.
Most Lu-kou přes řeku Jung-ting-che, na jehož východním konci se nacházela pevnost Wanp-ching, byl jedním ze strategických bodů na železnici Peking–Wu-chan. Tato železnice představovala jediné spojení Pekingu s kuomintangským územím na jihu. Před červencem 1937 Japonci několikrát požadovali, aby Kuomintang vyklidil most a přilehlou pevnost. Také chtěli v oblasti vybudovat letiště. Čínská vláda tyto japonské požadavky odmítla, neboť vydáním mostu by byl Peking odříznut nejen od území na jihu, ale od svého celého zázemí.

## Incident

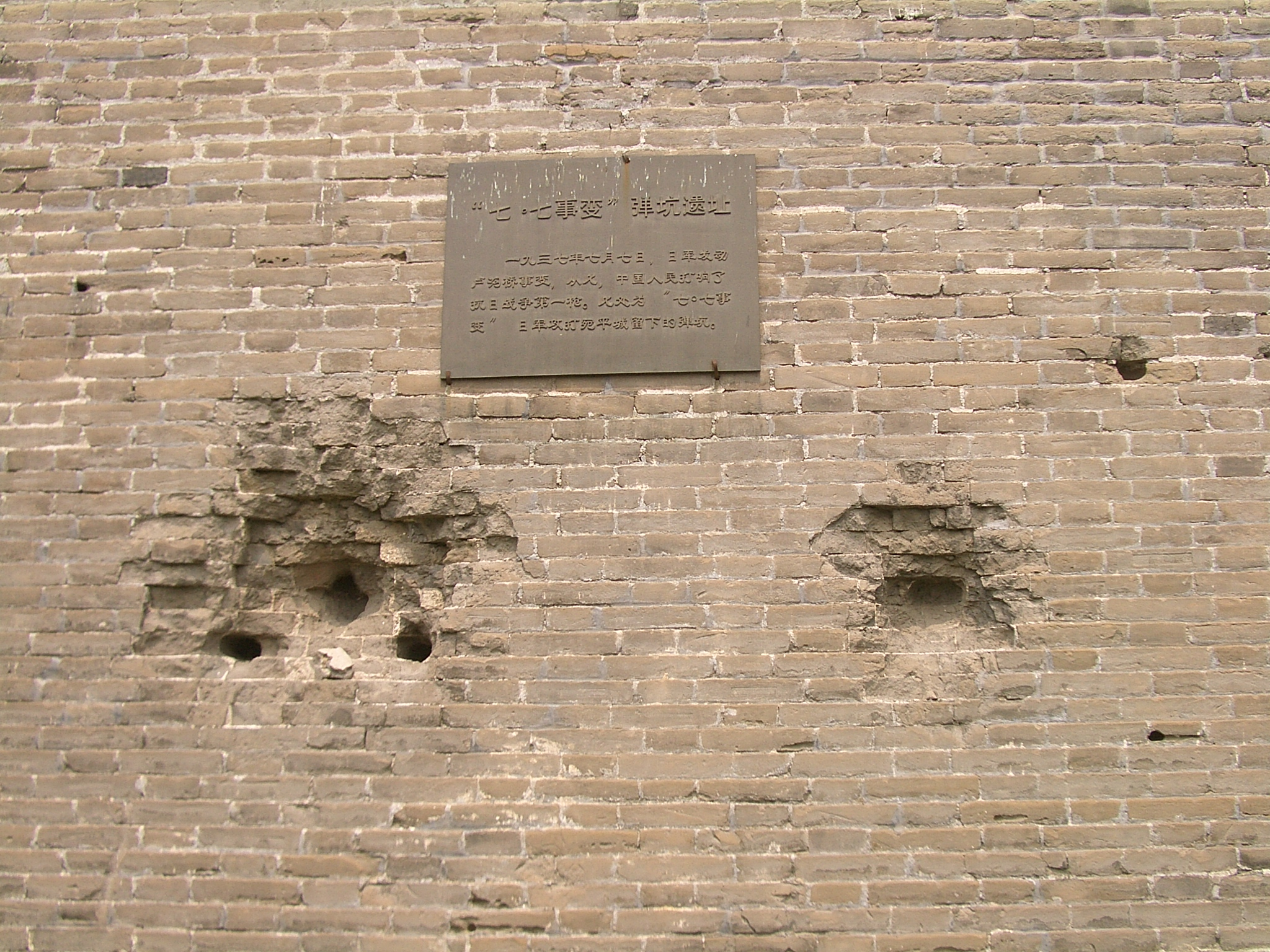
Jižní zeď pevnosti Wanpching poškozená japonským ostřelováním

Během manévrů jednotek císařské armády u západního konce mostu došlo v noci ze 7. na 8. července k malé přestřelce: podle jedné verze začali střílet Číňané, podle druhé verze Číňané zahájili palbu jako odpověď na japonskou střelbu slepými náboji při cvičení a podle třetí verze zahájili palbu Japonci jako reakci na odpálení rakety z ohňostroje. Po přestřelce byl pohřešován jeden japonský voják (později se k jednotce opět vrátil) a japonské jednotky se následně dožadovaly přístupu do pevnosti Wan-pching na východním konci mostu, aby mohly pátrat po pohřešovaném vojákovi. Číňané jim přístup odmítli a Japonci zahájili nad ránem 8. července útok. Podařilo se jim sice ovládnout most, ale příchod posil umožnil Číňanům přejít do protiútoku a 9. července Japonce z mostu vytlačit. Bylo dojednáno příměří, které obě strany využily k posilování svých pozic. Po znovuobnovení bojů v druhé polovině července byli nacionalisté vytlačeni.

## Následky
Střetnutí bylo Japonskem využito jako casus belli pro zahájení jeho rozsáhlého vojenského tažení proti Číně. Tato událost je jednou z mnoha politických kauzalit v počátcích války v Tichomoří. Je také začátkem druhé čínsko-japonské války a v Asii je uznávána jako start druhé světové války. Evropští historici ale za začátek druhé světové války považují den 1. září 1939, kdy nacistické Německo napadlo Polsko.